# Vitiligo

Nicht-segmentale Vitiligo an der Hand

Vitiligo (lateinisch vitilīgō ‚Flechte‘, ‚Hautkrankheit‘; medizinisch Leucopathia acquisita, altgriechisch λευκός ‚weiß‘ πάθος ‚Leiden‘ lateinisch acquisita ‚erworben‘) oder auch Weißfleckenkrankheit sowie Scheckhaut genannt, ist eine chronische, nicht ansteckende Hauterkrankung, die etwa weltweit 0,5 bis 1 % der Menschen beider Geschlechter betrifft. Hierbei überwiegt die nicht-segmentale Form. Typisch sind Pigmentstörungen in Form weißer, pigmentfreier Hautflecken, die sich langsam ausweiten können, aber nicht unbedingt müssen.

## Epidemiologie
An Vitiligo erkranken 0,5–1 % aller Menschen beider Geschlechter. Die Krankheit tritt erstmals insbesondere bei Kindern und jungen Erwachsenen im Alter von 10 bis 30 Jahren auf. Bei 5–16 % der Betroffenen liegt eine segmentale Vitiligo vor, überwiegend tritt aber eine nicht-segmentale Form auf.

## Verlauf
Die Krankheit kann in jedem Alter und auch in anscheinend genetisch nicht vorbelasteten Familien auftreten. Die Vererblichkeitsrate liegt bei ca. 33 %. Statistisch am häufigsten betroffen sind Unterarme, Handgelenke, Hände, Finger, Ellenbogen, Füße und Genitalien. In der Regel sind die gedehnten Hautpartien betroffen, z. B. Ellenbogen. Die unpigmentierten Flächen können sich ausbreiten oder in ihrer Größe konstant bleiben, aber auch spontane Repigmentierungen treten auf.
Es werden vier Subtypen unterschieden:

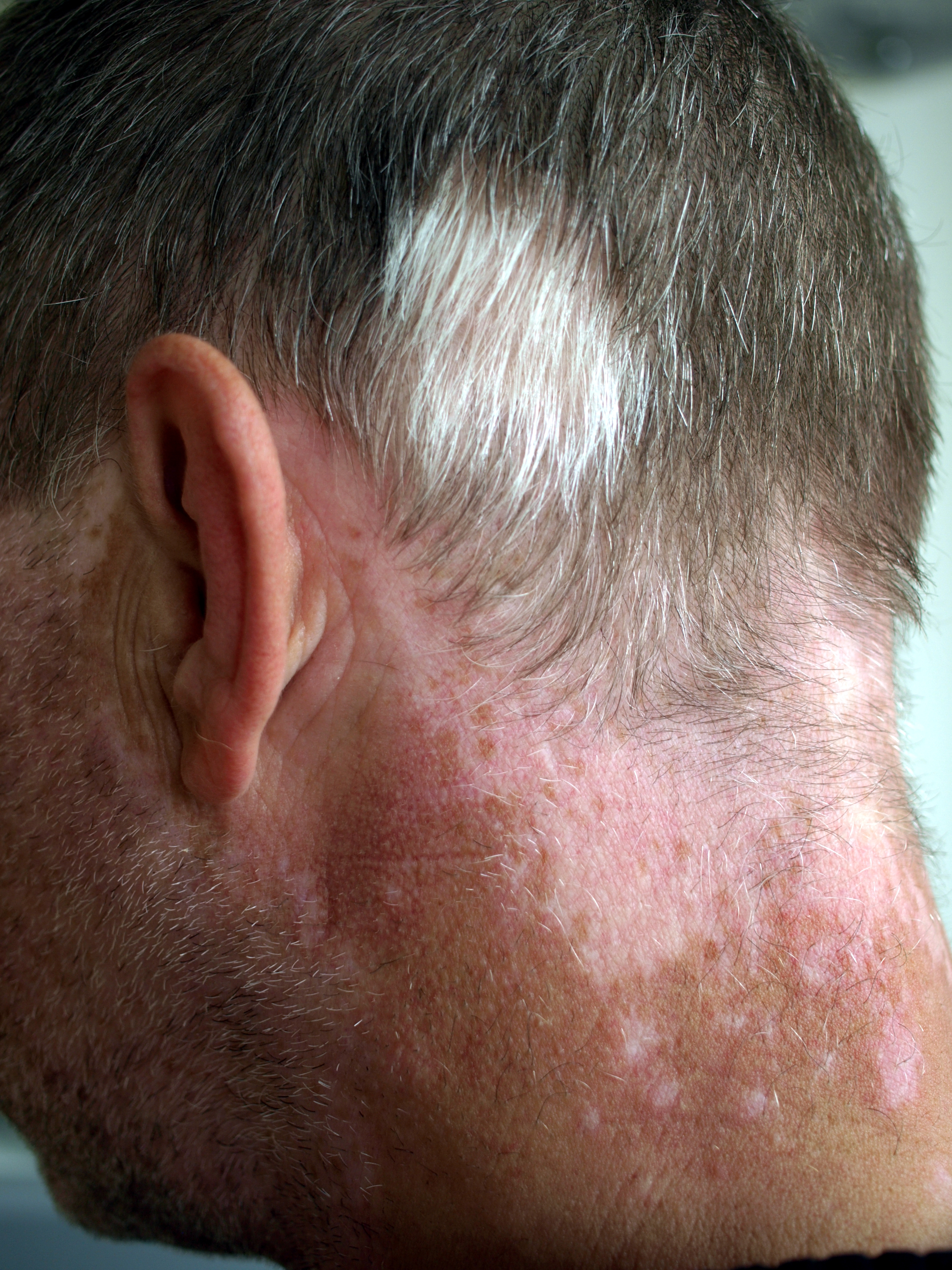
Weißverfärbung (Poliosis) der Kopfhaare eines Patienten mit segmentaler Vitiligo

- die nicht-segmentale Vitiligo (NSV)
- die segmentale Vitiligo (SV)
- die gemischte Vitiligo und
- nicht klassifizierbare Formen

NSV und SV unterscheiden sich im Verteilungsmuster: So kennzeichnet sich die NSV durch eine bilateral symmetrische Ausbreitung (also z. B. beide Hände) und häufig periorifiziell im Gesicht, z. B. um den Mund oder die Augen herum. Typische Prädilektionsstellen der NSV sind die Streckseiten der Gliedmaßen und die Intertrigines. All diese Hautstellen unterliegen einer starken bzw. sich wiederholenden mechanischen Belastung, beispielsweise am Ellenbogen.
Die SV dagegen ist deutlich seltener und tritt nur an bestimmten Stellen ein- oder mehrsegmental auf, zudem häufig früher als die NSV. Zudem zeigt sich bei etwa der Hälfte der Patienten eine Poliosis. SV ist weniger rezidiv, innerhalb eines Jahres stoppt häufig die Ausbreitung.
Bei einer gemischten Vitiligo liegen NSV und SV parallel vor.
| Nicht-segmentale Form                                                      | segmentale Form                                |
| -------------------------------------------------------------------------- | ---------------------------------------------- |
| Erstmanifestation häufig im Erwachsenenalter                               | Erstmanifestation im Kindesalter               |
| progressiver Verlauf mit Schüben                                           | rasche Stabilisierung                          |
| Haare sind in späteren Verläufen betroffen                                 | Haare sind bereits in frühen Phasen betroffen  |
| oft assoziiert mit Autoimmunerkrankungen (AI) oder Familienanamnese mit AI | ist gewöhnlich nicht mit anderen AI assoziiert |
| zeigt sich insbesondere an Druckstellen oder Intertrigines                 | betrifft oft das Gesicht                       |

## Ursachen
Die Ursache ist unbekannt. Da Personen mit Vitiligo signifikant häufiger ebenso an Autoimmunerkrankungen leiden, deutet dies auf eine autoimmune Ursache von Vitiligo hin. Es werden permanente oder vorübergehende autoimmune Blockierungen bzw. Zerstörung der Melanozyten angenommen. So ist die nicht-segmentale Vitiligo mit Schilddrüsenerkrankungen und Alopecia areata assoziiert. Ob dies auch für andere Autoimmunerkrankungen wie Diabetes mellitus, Lupus erythematodes oder allergische Rhinitis gilt, ist noch nicht abschließend geklärt.
Erkrankte führen den Beginn von Vitiligo häufig auf auslösende Ereignisse zurück, wie zum Beispiel Verletzungen, Sonnenbrand, Stress, Schwangerschaft oder Erkrankungen. Es gibt jedoch keine wissenschaftliche Untersuchung, die eine dieser vermeintlichen Auslöser als ursächlich belegt.
Empfänger einer hämatopoetischen Stammzelltransplantation scheinen ein erhöhtes Risiko für die Entwicklung von Vitiligo zu haben.

## Behandlung

### Medikation
Zugelassen für die Behandlung nicht-segmentaler Vitiligo bei Patienten ab 12 Jahren ist der JAK-Inhibitor Ruxolitinib. Er wird auf die betroffenen Hautpartien in Form einer Creme aufgetragen (topisch) und richtet sich gegen die Januskinasen JAK1 und JAK2. In klinischer Prüfung befinden sich andere JAK-Inhibitoren wie Tofacitinib oder Ritlecitinib, die systemisch gegen z. T. andere Januskinasen gerichtet sind.
Steroide wurden zur topischen Behandlung verwendet, haben sich jedoch nicht als besonders wirkungsvoll erwiesen. Einen ähnlichen, ebenfalls immunsuppressiven Ansatz verfolgen die neueren Präparate aus der Gruppe der Calcineurin-Antagonisten. Die abschließende Bewertung der Wirksamkeit dieser Präparate steht derzeit noch aus. Einen anderen Ansatz verfolgt Afamelanotid, das unter die Haut implantiert wird und sich in klinischer Prüfung befindet.

### Bestrahlung mit ultraviolettem Licht
Es werden unterschiedliche Formen der UV-Therapien eingesetzt, deren Wirksamkeit allerdings nur schwach belegt ist: 311-nm-Schmalspektrum-UVB, UVA-Therapien in Kombination mit lichtsensibilisierenden Präparaten (z. B. Khellin oder Phenylalanin) sowie 308-nm-Excimerlaser. Lasertherapien haben den Vorteil, dass sie punktgenau auf den betroffenen Arealen eingesetzt werden können. Dies setzt jedoch voraus, dass sich die Vitiligo nicht gerade ausbreitet. Andernfalls sind großflächige Bestrahlungen vorzuziehen.
UV-Therapien müssen über mehrere Monate durchgeführt werden. Durchschnittlich sind Therapiezeiten von sechs bis zwölf Monaten zu erwarten, die in Form von vielen kurzen, regelmäßigen Sitzungen durchgeführt werden müssen. Bei einer UV-Bestrahlung sollten keine früheren malignen Hauttumoren vorliegen sowie die Patienten mindestens im pubertären Alter sein und keine sonstigen Lichtempfindlichkeiten aufweisen. Wenn nach drei Monaten UV-Bestrahlung noch keine Repigmentierung eingesetzt hat, ist die nunmehr erfolglose Therapieform abzusetzen. Eine „Therapie“ in Form von direkter Sonneneinwirkung ist wegen der hohen Lichtempfindlichkeit der betroffenen Hautpartien zu meiden.

### Transplantation
In Spezialfällen können auch autologe Melanozyten (Empfänger und Spender sind identisch) angezüchtet und wiedereingepflanzt werden. Dies erfolgt nach einer Vorbehandlung der Haut durch Abschleifung mit Lasern oder hochtourigen Schleifmaschinen. Besonders im Gesichtsbereich sind die Ergebnisse zufriedenstellend. Vor allem bei stabiler Erkrankung über sechs Monate und kleinen Läsionen kommt eine Gewebe- oder Zelltransplantation infrage.

### Farbausgleich
Durch Laserbestrahlung, Einnahme von Tyrosinaseinhibitoren (z. B. Monobenzon) oder chirurgische Eingriffe können die verbliebenen Melanozyten zerstört werden, was einen Farbausgleich der Haut zur Folge hat. Dieser Eingriff ist jedoch nur bei Patienten mit großen krankheitsbedingten psychischen Störungen mit Empfehlung eines Psychiaters vorzunehmen, da diese Therapie keinerlei physische Heilung mit sich bringt, sondern durch die absichtliche „Bleichung“ der nicht betroffenen Hautareale die primären Krankheitssymptome sogar fördert.

### Phytotherapie
Bei den Probanden einer kleinen Studie bewirkte Ginkgo-biloba-Extrakt einige Repigmentierungen, allerdings misst der Cochrane-Report von 2015 dem keine Beweiskraft zu. In Kombination mit einer UV-Therapie wird auch Goldtüpfelfarn als Photosensibilisator komplementär gegen Vitiligo klinisch geprüft.

### Psychotherapie
In einigen Fällen kann die  Psychotherapie eine Hilfe bei der Stressbewältigung bieten und trägt damit zur Verminderung der psychosomatischen Begleitprobleme und zur Krankheitsbewältigung bei.

### Camouflage
Die hellen Herde können mit einem Spezial-Make-up abgetönt werden, dies wird als Camouflage bezeichnet. β-Carotin höherdosiert, in Form von Kapseln, färbt helle Hautpartien orange, so dass der Kontrast zur gesunden Haut geringer erscheint. Auch Selbstbräuner werden genutzt.

## Prognose
Eine Heilung ist nicht möglich. Körperliche Leistungsfähigkeit und Lebenserwartung sind durch die Erkrankung zwar direkt nicht beeinflusst, durch den fehlenden Pigmentschutz ist die Haut allerdings besonders lichtempfindlich. Lichtinduzierte Hautveränderungen bis hin zu Krebs (z. B. Hautkrebs) kommen vor. Sonnenschutz mit hohem Lichtschutzfaktor ist empfehlenswert, bei großflächig betroffenen Arealen sollte Sonnenbestrahlung gemieden werden. Dabei muss jedoch beachtet werden, dass die natürliche Vitamin-D-Produktion dadurch reduziert wird und entsprechend eine medikamentöse Kompensation erfolgen sollte, um den Folgen eines Vitamin-D-Mangels vorzubeugen. Die psychischen Folgen wie sozialer Rückzug können erheblich sein.

## Behinderung
Die Erkrankung wird bei Befall von Gesicht und/oder Händen, je nach Ausdehnung, mit einem Grad der Behinderung (GdB) von 10 bis 20 bewertet.

## Stigmatisierung
In manchen Kulturen ist mit Vitiligo für die betroffenen Personen ein Stigma verbunden. Sie werden teilweise als böse oder verseucht gesehen und deshalb mitunter von den anderen Gruppenmitgliedern gemieden. In Indien wird Vitiligo fälschlicherweise oft mit Lepra in Verbindung gebracht. Vitiligobetroffene werden oft aus Unkenntnis stigmatisiert, da der Bevölkerung nicht bewusst ist, dass Vitiligo weder ansteckend noch ein Zeichen für Siechtum oder Krankheiten wie Krebs ist.

## Etymologie und Geschichte
Die Etymologie des lateinischen Wortes Vitiligo ist nicht genau bekannt. Möglich ist, dass er sich vom lateinischen Wort vitium ableitet das mit „Fehler“ oder „Defekt“ übersetzt werden kann, im medizinischen Kontext auch als „Fehlbildung“ oder „Fehlfunktion“. Denkbar ist aber auch eine Verbindung zu lateinisch vitellus „Kalb“, bezogen auf deren von weißen Flecken durchsetzte Fellfärbung.
Der römische Enzyklopädist und Medizinschriftsteller A. Cornelius Celsus erwähnt in der 1. Hälfte des 1. Jahrhunderts v. Chr. drei Arten von vitiligo, von denen er zwei als weiß kennzeichnet, eine als schwarz. Die unheilbare weiße Art bezeichneten demzufolge die Griechen als Λευκἠ , leuke.
Zur Erhöhung der Aufmerksamkeit für dieses Krankheitsbild findet jährlich (seit 2011) der weltweite Vitiligo-Tag am 25. Juni statt.
Das kanadische Model Winnie Harlow ist eine der Persönlichkeiten, die diese Fehlbildung in der Öffentlichkeit bekannt gemacht haben.

### Leitlinien
- S1-Leitlinie Diagnostik und Therapie der Vitiligo der Deutsche Dermatologische Gesellschaft (DDG). In: AWMF online (Stand 04/2021)
- S1-Leitlinie UV-Phototherapie und Photochemotherapie der Deutsche Dermatologische Gesellschaft (DDG). In: AWMF online (Stand 08/2015)
- S1-Leitlinie Psychosomatische Dermatologie (Psychodermatologie) der Deutsche Dermatologische Gesellschaft (DDG). In: AWMF online (Stand 03/2018)

### Fachartikel
- Yuhui Zhang et al.: The Prevalence of Vitiligo: A Meta-Analysis. In: PloS One. Band 11, Nr. 9, 2016, S. e0163806, doi:10.1371/journal.pone.0163806, PMID 27673680, PMC 5038943 (freier Volltext) – (englisch).

- Federico Diotallevi et al.: Vitiligo, from Pathogenesis to Therapeutic Advances: State of the Art. In: International Journal of Molecular Sciences. Band 24, Nr. 5, 3. März 2023, S. 4910, doi:10.3390/ijms24054910, PMID 36902341 (englisch).

- Matthias Augustin et al.: Lebensqualität, Krankheitslast und Versorgungsbedarf von Patienten mit Vitiligo. In: Die Dermatologie. Band 5, 2024, S. 404–411, doi:10.1007/s00105-024-05312-z.